# Boulevard de l'Oise
Le boulevard de l'Oise est une voie de communication située dans l'agglomération de Cergy-Pontoise en Île-de-France.

## Situation et accès
Le boulevard de l'Oise traverse les communes de Pontoise, Cergy, Courdimanche, Vauréal et Jouy-le-Moutier. D'une longueur approximative de 11,4 kilomètres, il constitue une des voies principales de l'agglomération de Cergy-Pontoise. Sa forme générale reprend les contours de la boucle de l'Oise autour de laquelle est bâtie cette agglomération.

Il débute à la limite communale avec Éragny située au milieu de l'Oise, sur le territoire de Pontoise, jusqu'au carrefour avec le boulevard de l'Hautil qui marque l'entrée de Cergy. Il passe ensuite sous la dalle de Cergy-Préfecture, puis bifurque vers l'ouest par une large boucle, où il est parallèle à la ligne de Cergy empruntée par le RER A.
Peu avant d'arriver au quartier Saint-Christophe, il bifurque vers le sud-ouest et tangente l'esplanade de Paris, où se situe l'Axe majeur. Toujours sur la commune de Cergy il continue par deux bifurcations successives avant de pénétrer brièvement sur le territoire de Courdimanche, au rond-point du Golf. Il traverse ensuite l'intégralité de Vauréal, étant sa principale artère nord-sud, puis continue vers le sud vers Jouy-le-Moutier jusqu'à l'angle avec l'avenue du Vast et la rue Denis-Papin.

## Origine du nom
Le nom de ce boulevard vient de sa situation autour de la boucle de l'Oise.